# Emerich de Vattel

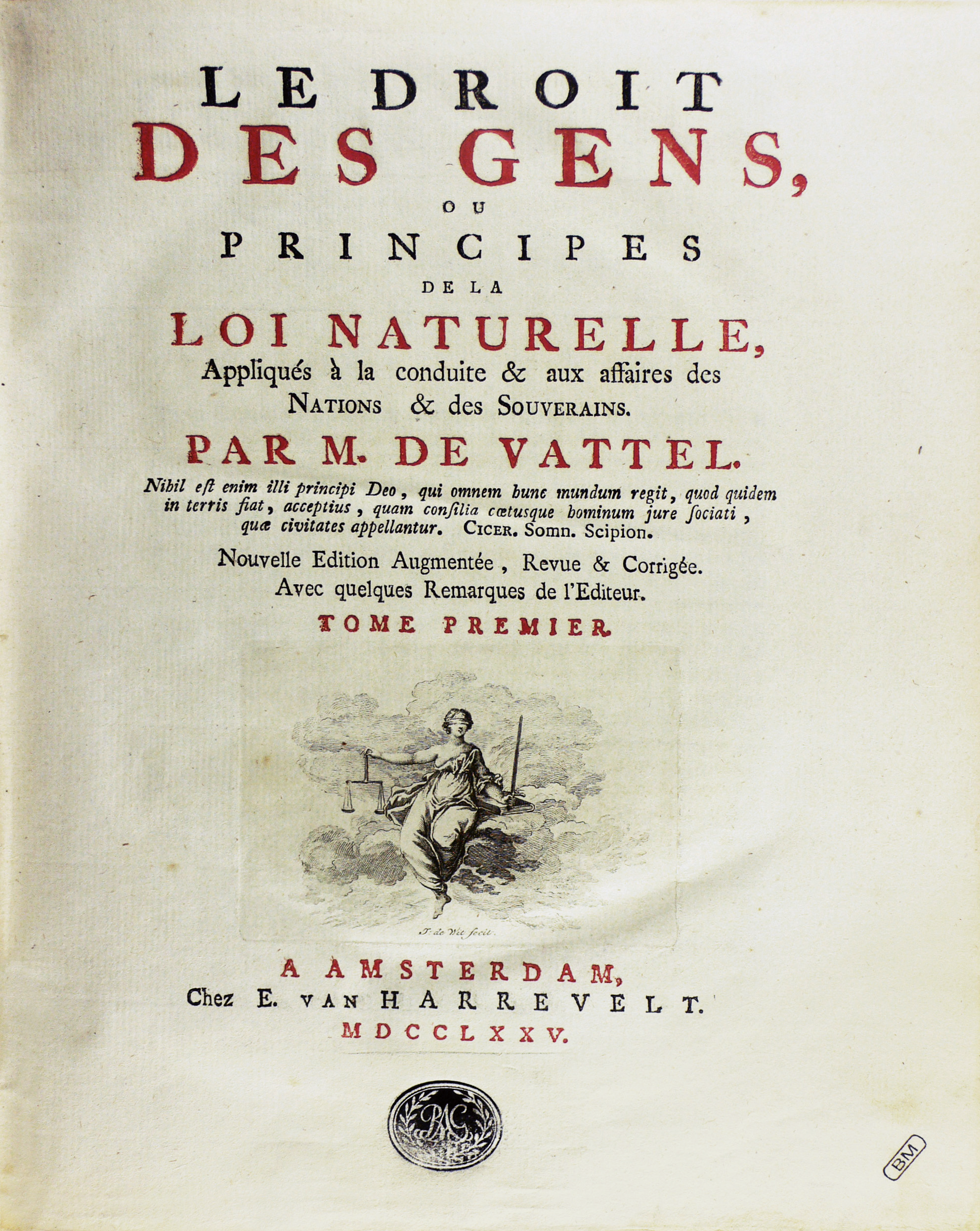
Le droit des gens (1775)

Emer (Emerich) de Vattel (ur. 25 kwietnia 1714, Couvet, zm. 28 grudnia 1767, Neuchâtel) – szwajcarski filozof, dyplomata, prawnik.
Uważany jest za autorytet z zakresu prawa międzynarodowego, a także nosi miano „Ojca Prawa Narodu”. Rozwinął koncepcję międzynarodowych „zwyczajów zwyczajowych”, dziś definiowaną jako prawo zwyczajowe. 
Znany najbardziej dzięki traktatowi z dziedziny prawa międzynarodowego Droit des gens; ou, Principes de la loi naturelle appliqués à la conduite et aux affaires des nations et des souverains (1758). Dzieło to przyniosło mu wielką sławę.